# Каллиник (инженер)
Каллиник (ср.-греч. Καλλίνικος эт. 650 г. н. э.) — византийский архитектор и химик, предположительно происходил из Гелиополя в Сирии. Ему приписывают изобретение греческого огня, морского оружия, чем-то напоминающего современный огнемет.
Согласно Константину Багрянородному, Каллиник был беженцем из Гелиополя в Сирии, который прибыл в Византию во времена Константина IV и поделился своими знаниями о жидком огне с византийцами. Точная формула Каллиника была тщательно охраняемым секретом и до сих пор остается неизвестной. Возможные ингредиенты включают смолу, асфальт, серу, нефть, измельченную негашеную известь и фосфид кальция.